# (30014) 2000 CY80
2000 سي واي 80 (ويعرف أيضًا باسم (30014) 2000 سي واي 80 وفق تسمية الكوكب الصغير) (بالإنجليزية: 2000 CY80)‏ هو كويكب ضمن حزام الكويكبات؛ وترتيبه 30014 من حيث الاكتشاف.
اكتُشف هذا الجُرم الفلكي بواسطة James M. Roe ‏ في 11 فبراير 2000.

## وصلات خارجية
- (30014) 2000 CY80 في قاعدة بيانات مختبر الدفع النفاث لأجرام النظام الشمسي الصغيرة

- الاكتشاف · مخطط المدار ·  العناصر المدارية · المعلمات المادية

- (30014) 2000 CY80 على موقع ويكي سكاي: DSS2, SDSS, GALEX, IRAS, Hydrogen α, X-Ray, Astrophoto, Sky Map, Articles and images